# Fédération moldave de football
La Fédération moldave de football (Federatia Moldoveneasca de Fotbal (ro) FMF) est une association regroupant les clubs de football de Moldavie et organisant les compétitions nationales et les matchs internationaux de la sélection de Moldavie. Elle est présidée par Pavel Cebanu.

## Historique
La fédération nationale de Moldavie est fondée en 1990. Elle est affiliée à la FIFA depuis 1994 et est membre de l'UEFA depuis 1993.

### Identité visuelle

Logo de la Fédération de [Quand ?] à 2016
Logo de la Fédération depuis novembre 2016